# (387) Aquitania
(387) Aquitania – planetoida z pasa głównego asteroid okrążająca Słońce w ciągu 4 lat i 196 dni w średniej odległości 2,74 j.a. Została odkryta 5 marca 1894 roku w Bordeaux przez Fernanda Courty’ego. Nazwa planetoidy pochodzi od Akwitanii, krainy historycznej we Francji. Przed jej nadaniem planetoida nosiła oznaczenie tymczasowe (387) 1894 AZ.